# Saint-Vaast-d'Équiqueville

Saint-Vaast-d'Équiqueville este o comună în departamentul Seine-Maritime, Franța. În 1 ianuarie 2022 avea o populație de 753 de locuitori.